# Despumosia
Despumosia là một chi bướm đêm thuộc họ Noctuidae.